# Hottentotta keralaensis
Espèce
Hottentotta keralaensis est une espèce de scorpions de la famille des Buthidae.

## Distribution
Cette espèce est endémique du Kerala en Inde. Elle se rencontre vers Chinnar et Palghat.

## Description
Le mâle holotype mesure 51,4 mm, les mâles mesurent de 38,5 à 51,4 mm et les femelles de 33,4 à 63,8 mm.

## Étymologie
Son nom d'espèce, composé de kerala et du suffixe latin -ensis, « qui vit dans, qui habite », lui a été donné en référence au lieu de sa découverte, le Kerala.

## Publication originale
- Aswhati, Sureshan & Lourenço, 2016 : «  One more new species of Hottentotta Birula, 1908 (Scorpiones: Buthidae) from the State of Kerala in South of India. » Aracnida - Rivista Arachnologica Italiana, vol. 2, no 10, p. 34-44.